# Alon Harel

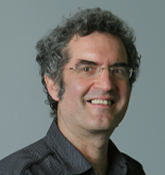
Alon Harel.

Alon Harel (en hebreo: אלון הראל‎, nacido en 1957) es un jurista y filósofo israelí.

## Biografía
Se formó en la Hebrew University of Jerusalem, Yale University y Balliol College, Oxford, donde obtuvo el doctorado en filosofía del derecho con una tesis dirigida por Joseph Raz. Ha sido profesor visitante de Columbia University, Harvard University, University of Toronto, University of Texas at Austin y University of Chicago.
Harel es profesor de derecho en la Universidad Hebrea de Jerusalén, donde ocupa la cátedra Phillip P. Mizock & Estelle Mizock de Derecho Administrativo y Derecho Penal.
Harel escribe sobre filosofía política, filosofía del derecho, derecho penal, derecho constitucional y análisis económico del derecho. Sus artículos suelen abordar temas filosóficos y jurídicos de importancia filosófica contemporánea. En un artículo reciente (que escribió con Yuval Eylon), Harel defendió la revisión judicial sobre la base del "derecho a ser oído", que, como derecho participatorio, no se opone al derecho a la participación democrática igualitaria.
Como uno de los principales defensores de los derechos humanos en Israel, Harel se ha desempeñado en el Consejo Directivo de la Asociación de Derechos Civiles de Israel e hizo una presentación en nombre de los objetores de conciencia ante la Corte Suprema de Israel. Suele publicar artículos de opinión en los periódicos israelíes.
Harel es el fundador y director de la revista Jerusalem Review of Legal Studies, junto con David Enoch.

## Publicaciones
- Alon Harel, Why Law Matters, Oxford Legal Philosophy, 256 páginas, 2014.
- ——— (1994), «Efficiency and Fairness in Criminal Law: The Case for a Criminal Law Principle of Comparative Fault», California Law Review 82 (5): 1181-1229, doi:10.2307/3480909..
- ———; Parchomovsky, Gideon (1999), «On Hate and Equality», Yale Law Journal 109 (3): 507-539, doi:10.2307/797410..
- ———; Segal, Uzi (1999), «Criminal law and behavioral law and economics: observations on the neglected role of uncertainty in deterring crime», American Law and Economics Review 1 (1): 276-312, doi:10.1093/aler/1.1.276..
- ———; Bar-Gill, Oren (2001), «Crime Rates and Expected Sanctions: The Economics of Deterrence Revisited», Journal of Legal Studies 30 (2): 485-502, doi:10.1086/322055..
- ———; Eylon, Yuval (2006), «The Right to Judicial Review», Virginia Law Review 92 (5): 991-1022, archivado desde el original el 16 de julio de 2011..